# Day of the Dead
Day of the Dead er det femogtyvende opsamlingsalbum fra Red Hot Organization, en international velgørenhedsorganisation, som støtter kampen mod HIV and AIDS. Albummet indeholder 59 coverversioner af Grateful Dead-numre, indspillet til lejligheden af en række uafhængige amerikanske kunstnere og musikgrupper, som en hyldest til bandet. Albummet blev udgivet i maj 2016, dels som fem cd'er, dels som vinyl LP bokssæt, samt som digital download. John Carlin, grundlægger af Red Hot Organization, var executive producer på albummet.
Initiativet til albummet blev taget i 2012, da medlemmer af The National under planlægning af et album med Grateful Dead-numre fik kontakt med Grateful Deads rytmeguitarist Bob Weir. Dette førte til et venskab mellem The National og Weir, som nogle år senere udmøntede sig i det omfattende materiale på albummet.
Aaron og Bryce Dessner fra The National har tidligere, i 2009, for Red Hot Organization lavet opsamlingsalbummet Dark Was the Night, som har rejst 1,5 million $ til kampen mod AIDS.
En Day of the Dead livekoncert blev afholdt på Eaux Claires Festival i august 2016, og optagelser herfra, med Jenny Lewis, Matthew Houck (Phosphorescent), Lucius, Will Oldham, Moses Sumney, Sam Amidon, Richard Reed Parry, Matt Berninger, Justin Vernon, Josh Kaufman, Bruce Hornsby, Ruban Nielson, Aaron og Bryce Dessner og The National, kan høres på albummet.

## Indhold

### Digital udgave, vol 1-3
| "Thunder" (Vol.1) | "Thunder" (Vol.1)          | "Thunder" (Vol.1)                         | "Thunder" (Vol.1) | "Thunder" (Vol.1) | "Thunder" (Vol.1) | "Thunder" (Vol.1) | "Thunder" (Vol.1) | "Thunder" (Vol.1) | "Thunder" (Vol.1) |
| #                 | Titel                      | Musik                                     | Fremført af | Længde            |                   |                   |                   |                   |                   |
| ----------------- | -------------------------- | ----------------------------------------- | --- | ----------------- | ----------------- | ----------------- | ----------------- | ----------------- | ----------------- |
| 1.                | "Touch of Grey"            | Garcia Hunter                             | The War on Drugs | 5:16              |                   |                   |                   |                   |                   |
| 2.                | "Sugaree"                  | Garcia Hunter                             | Phosphorescent, Jenny Lewis & Friends                                                                                       | 4:59              |                   |                   |                   |                   |                   |
| 3.                | "Candyman"                 | Garcia Hunter                             | Jim James & Friends | 5:34              |                   |                   |                   |                   |                   |
| 4.                | "Cassidy"                  | Bob Weir John Perry Barlow                | Moses Sumney, Jenny Lewis & Friends                                                                                         | 3:13              |                   |                   |                   |                   |                   |
| 5.                | "Black Muddy River"        | Garcia Hunter                             | Bruce Hornsby og DeYarmond Edison                                                                                           | 7:38              |                   |                   |                   |                   |                   |
| 6.                | "Loser"                    | Garcia Hunter                             | Ed Droste, Binki Shapiro & Friends                                                                                          | 5:15              |                   |                   |                   |                   |                   |
| 7.                | "Peggy-O"                  | traditional                               | The National | 5:35              |                   |                   |                   |                   |                   |
| 8.                | "Box of Rain"              | Phil Lesh Hunter                          | Kurt Vile and the Violators (med J Mascis)                                                                                  | 5:30              |                   |                   |                   |                   |                   |
| 9.                | "Rubin and Cherise"        | Garcia Hunter                             | Bonnie 'Prince' Billy & Friends                                                                                             | 5:46              |                   |                   |                   |                   |                   |
| 10.               | "To Lay Me Down"           | Garcia Hunter                             | Perfume Genius, Sharon Van Etten & Friends                                                                                  | 6:20              |                   |                   |                   |                   |                   |
| 11.               | "New Speedway Boogie"      | Garcia Hunter                             | Courtney Barnett | 5:20              |                   |                   |                   |                   |                   |
| 12.               | "Friend of the Devil"      | Garcia John Dawson Hunter                 | Mumford & Sons | 4:31              |                   |                   |                   |                   |                   |
| 13.               | "Uncle John's Band"        | Garcia Hunter                             | Lucius | 4:27              |                   |                   |                   |                   |                   |
| 14.               | "Me and My Uncle"          | John Phillips                             | The Lone Bellow & Friends                                                                                                   | 3:04              |                   |                   |                   |                   |                   |
| 15.               | "Mountains of the Moon"    | Garcia Hunter                             | Lee Ranaldo, Lisa Hannigan & Friends                                                                                        | 3:53              |                   |                   |                   |                   |                   |
| 16.               | "Black Peter"              | Garcia Hunter                             | Anohni og yMusic | 2:25              |                   |                   |                   |                   |                   |
| 17.               | "Garcia Counterpoint"      |                                           | Bryce Dessner | 7:12              |                   |                   |                   |                   |                   |
| 18.               | "Terrapin Station (Suite)" | Garcia Mickey Hart Bill Kreutzmann Hunter | Daniel Rossen, Christopher Bear og The National (med Josh Kaufman, Conrad Doucette, So Percussion og Brooklyn Youth Chorus) | 16:50             |                   |                   |                   |                   |                   |
| 19.               | "Attics of My Life"        | Garcia Hunter                             | Angel Olsen | 4:15              |                   |                   |                   |                   |                   |
| 20.               | "St. Stephen (live)"       | Garcia Lesh Hunter                        | Wilco med Bob Weir | 6:39              |                   |                   |                   |                   |                   |
| 113:42            |                            |                                           | |                   |                   |                   |                   |                   |                   |

| "Lightning" (Vol. 2) | "Lightning" (Vol. 2)                         | "Lightning" (Vol. 2)                                 | "Lightning" (Vol. 2)                                                     | "Lightning" (Vol. 2) | "Lightning" (Vol. 2) | "Lightning" (Vol. 2) | "Lightning" (Vol. 2) | "Lightning" (Vol. 2) | "Lightning" (Vol. 2) |
| #                    | Titel                                        | Musik                                                | Fremført af                                                              | Længde               |                      |                      |                      |                      |                      |
| -------------------- | -------------------------------------------- | ---------------------------------------------------- | ------------------------------------------------------------------------ | -------------------- | -------------------- | -------------------- | -------------------- | -------------------- | -------------------- |
| 1.                   | "If I Had the World to Give"                 | Garcia Hunter                                        | Bonnie 'Prince' Billy                                                    | 2:36                 |                      |                      |                      |                      |                      |
| 2.                   | "Standing on the Moon"                       | Garcia Hunter                                        | Phosphorescent & Friends                                                 | 5:33                 |                      |                      |                      |                      |                      |
| 3.                   | "Cumberland Blues"                           | Garcia Lesh Hunter                                   | Charles Bradley og Menahan Street Band                                   | 3:16                 |                      |                      |                      |                      |                      |
| 4.                   | "Ship of Fools"                              | Garcia Hunter                                        | The Tallest Man On Earth & Friends                                       | 5:12                 |                      |                      |                      |                      |                      |
| 5.                   | "Bird Song"                                  | Garcia Hunter                                        | Bonnie 'Prince' Billy & Friends                                          | 6:09                 |                      |                      |                      |                      |                      |
| 6.                   | "Morning Dew"                                | Bonnie Dobson Tim Rose                               | The National                                                             | 5:34                 |                      |                      |                      |                      |                      |
| 7.                   | "Truckin'"                                   | Garcia Lesh Weir Hunter                              | Marijuana Deathsquads                                                    | 4:55                 |                      |                      |                      |                      |                      |
| 8.                   | "Dark Star"                                  | Garcia Hart Kreutzmann Lesh Ron McKernan Weir Hunter | Cass McCombs, Joe Russo & Friends                                        | 3:57                 |                      |                      |                      |                      |                      |
| 9.                   | "Nightfall of Diamonds"                      |                                                      | Nightfall of Diamonds                                                    | 8:27                 |                      |                      |                      |                      |                      |
| 10.                  | "Transitive Refraction Axis for John Oswald" |                                                      | Tim Hecker                                                               | 3:59                 |                      |                      |                      |                      |                      |
| 11.                  | "Going Down The Road Feelin' Bad"            | traditional                                          | Lucinda Williams & Friends                                               | 4:04                 |                      |                      |                      |                      |                      |
| 12.                  | "Playing in the Band"                        | Weir Hunter                                          | Tunde Adebimpe, Lee Ranaldo & Friends                                    | 9:46                 |                      |                      |                      |                      |                      |
| 13.                  | "Stella Blue"                                | Garcia Hunter                                        | Local Natives                                                            | 4:39                 |                      |                      |                      |                      |                      |
| 14.                  | "Eyes of the World"                          | Garcia Hunter                                        | Tal National                                                             | 5:09                 |                      |                      |                      |                      |                      |
| 15.                  | "Help on the Way"                            | Garcia Hunter                                        | Béla Fleck med Oliver Wood, Zakir Hussain, Edgar Meyer, Abigail Washburn | 7:38                 |                      |                      |                      |                      |                      |
| 16.                  | "Franklin's Tower"                           | Garcia Kreutzmann Hunter                             | Orchestra Baobab                                                         | 6:29                 |                      |                      |                      |                      |                      |
| 17.                  | "Till the Morning Comes"                     | Garcia Hunter                                        | Luluc med Xylouris White                                                 | 5:02                 |                      |                      |                      |                      |                      |
| 18.                  | "Ripple"                                     | Garcia Hunter                                        | The Walkmen                                                              | 4:25                 |                      |                      |                      |                      |                      |
| 19.                  | "Brokedown Palace"                           | Garcia Hunter                                        | Richard Reed Parry med Caroline Shaw og Little Scream (med Garth Hudson) | 4:51                 |                      |                      |                      |                      |                      |
| 101:41               |                                              |                                                      |                                                                          |                      |                      |                      |                      |                      |                      |

| "Sunshine" (Vol. 3) | "Sunshine" (Vol. 3)                       | "Sunshine" (Vol. 3)                              | "Sunshine" (Vol. 3)                    | "Sunshine" (Vol. 3) | "Sunshine" (Vol. 3) | "Sunshine" (Vol. 3) | "Sunshine" (Vol. 3) | "Sunshine" (Vol. 3) | "Sunshine" (Vol. 3) |
| #                   | Titel                                     | Musik                                            | Fremført af                            | Længde              |                     |                     |                     |                     |                     |
| ------------------- | ----------------------------------------- | ------------------------------------------------ | -------------------------------------- | ------------------- | ------------------- | ------------------- | ------------------- | ------------------- | ------------------- |
| 1.                  | "Here Comes Sunshine"                     | Garcia Hunter                                    | Real Estate                            | 6:00                |                     |                     |                     |                     |                     |
| 2.                  | "Shakedown Street"                        | Garcia Hunter                                    | Unknown Mortal Orchestra               | 3:28                |                     |                     |                     |                     |                     |
| 3.                  | "Brown-Eyed Women"                        | Garcia Hunter                                    | Hiss Golden Messenger                  | 4:48                |                     |                     |                     |                     |                     |
| 4.                  | "Jack-A-Roe"                              | traditional                                      | This Is the Kit                        | 4:30                |                     |                     |                     |                     |                     |
| 5.                  | "High Time"                               | Garcia Hunter                                    | Daniel Rossen og Christopher Bear      | 4:16                |                     |                     |                     |                     |                     |
| 6.                  | "Dire Wolf"                               | Garcia Hunter                                    | The Lone Bellow & Friends              | 3:03                |                     |                     |                     |                     |                     |
| 7.                  | "Althea"                                  | Garcia Hunter                                    | Winston Marshall, Kodiak Blue og Shura | 5:02                |                     |                     |                     |                     |                     |
| 8.                  | "Clementine Jam"                          | Garcia Hart Kreutzmann Lesh McKernan Weir        | Orchestra Baobab                       | 5:00                |                     |                     |                     |                     |                     |
| 9.                  | "China Cat Sunflower -> I Know You Rider" | Garcia Hunter -> traditional                     | Stephen Malkmus and the Jicks          | 11:24               |                     |                     |                     |                     |                     |
| 10.                 | "Easy Wind"                               | Hunter                                           | Bill Callahan                          | 5:38                |                     |                     |                     |                     |                     |
| 11.                 | "Wharf Rat"                               | Garcia Hunter                                    | Ira Kaplan & Friends                   | 10:08               |                     |                     |                     |                     |                     |
| 12.                 | "Estimated Prophet"                       | Weir Barlow                                      | The Rileys                             | 5:17                |                     |                     |                     |                     |                     |
| 13.                 | "Drums -> Space"                          |                                                  | Man Forever, So Percussion og Oneida   | 4:51                |                     |                     |                     |                     |                     |
| 14.                 | "Cream Puff War"                          | Garcia                                           | Fucked Up                              | 6:17                |                     |                     |                     |                     |                     |
| 15.                 | "Dark Star"                               | Garcia Hart Kreutzmann Lesh McKernan Weir Hunter | The Flaming Lips                       | 6:13                |                     |                     |                     |                     |                     |
| 16.                 | "What's Become of the Baby"               | Garcia Hunter                                    | s t a r g a z e                        | 6:35                |                     |                     |                     |                     |                     |
| 17.                 | "King Solomon's Marbles"                  | Lesh                                             | Vijay Iyer                             | 4:34                |                     |                     |                     |                     |                     |
| 18.                 | "Rosemary"                                | Garcia Hunter                                    | Mina Tindle & Friends                  | 2:05                |                     |                     |                     |                     |                     |
| 19.                 | "And We Bid You Goodnight"                | traditional                                      | Sam Amidon                             | 2:43                |                     |                     |                     |                     |                     |
| 20.                 | "I Know You Rider (live)"                 | traditional                                      | The National med Bob Weir              | 8:38                |                     |                     |                     |                     |                     |
| 110:30              |                                           |                                                  |                                        |                     |                     |                     |                     |                     |                     |